# 체첸 공화국의 행정 구역

체첸의 행정 구역

다음은 체첸 공화국의 행정 구역에 관한 설명이다.

## 행정 구역
3개 공화국 지정 도시
- 그로즈니(Грозный)
- 아르군(Аргун)
- 구데르메스(Гудермес)

15개 군 (하위에 4개 군 지정 도시)
- 아치호이마르타놉스키군 (Ачхой-Мартановский)
  - 아치호이마르탄 시 (Ачхой-Мартан)
- (체베를로옙스키군) (Чеберлоевский)
- (갈란초지스키군) (Галанчожский)
- 그조젠스키군 (Грозненский)
- 구데르메스키군 (Гудермесский)
- 이툼칼린스키군 (Итум-Калинский)
- 쿠르찰로예프스키군 (Курчалоевский)
  - 쿠르찰로이 시 (Курчалой)
- 낫테레치니군 (Надтеречный)
- 나우르스키군 (Наурский)
- 노자이유르토프스키군 (Ножай-Юртовский)
- 세르노봇스키군 (Серноводский)
- 샬린스키군 (Шалинский)
  - 샬리 시 (Шали)
- 샤로이스키군 (Шаройский)
- 샤토이스키군 (Шатойский)
- 셸콥스코이군 (Шелковской)
- 우루스마르타놉스키군 (Урус-Мартановский)
  - 우루스마르탄 시 (Урус-Мартан)
- 베덴스키군 (Веденский)